# Ascoltami
Ascoltami è un film del 1957 diretto da Carlo Campogalliani.

## Produzione
La pellicola, a carattere musicale, rientra nel filone dei melodrammi sentimentali, comunemente detto strappalacrime, molto in voga tra il pubblico italiano in quegli anni (sebbene all'epoca entrato nella sua fase declinante), in seguito ribattezzato dalla critica con il termine neorealismo d'appendice.

## Distribuzione
Il film venne distribuito nel circuito cinematografico italiano il 1º giugno del 1957.

## Accoglienza
Il film incassò 202.000.000 di lire dell'epoca.